# Витан Герасимов
Витан Герасимов е български революционер и общественик, кмет на Вършец, България.

## Биография
Участва във въстаническото движение в България в 1876 година и е арестуван от властите.
Деец е на Македоно-одринската организация. Делегат е на Осмия македоно-одрински конгрес от Вършечкото дружество.
След Деветоюнския преврат в 1923 година е назначен за кмет на Вършец, като остава на поста от 9 до 13 юни 1923 г., септември – октомври 1924 г., февруари 1925 г. и април – юли 1928 година.